# Olivia Rodrigová
Olivia Isabel Rodrigová (nepřechýleně Rodrigo; * 20. února 2003) je americká herečka a zpěvačka.
Mezi její nejznámější role patří Paige Olvera v Disney Channel seriálu Bizaardvark a Nini Salazar-Roberts v seriálu High School Musical: The Musical: The Series na Disney+. Rodrigová podepsala v roce 2020 smlouvu s nahrávacími studii Interscope a Geffen Records a v lednu 2021 vydala svůj debutový singl „drivers license“, který se dostal na vrchol žebříčků v mnoha zemích světa, včetně USA. V dubnu a květnu 2021 následně vydala další singly „deja vu“ a „good 4 u“. Všechny tři singly pochází z jejího debutového alba Sour, které vydala 21. května 2021.

## Dětství
Olivia Isabel Rodrigová se narodila 20. února 2003 v Temecule  v Kalifornii. Z otcovy strany má filipínský původ a z matčiny německý a irský původ.  Matka Jennifer se živí jako učitelka. Její otec Chris pracuje jako psychoterapeut. Rodrigová vyrůstala při poslechu oblíbených alternativních rockových kapel jejich rodičů, kterými jsou Green Day, No Doubt, Pearl Jam a The White Stripes. Je jedináčkem.
Rodrigová navštěvovala Lisa J. Mails Elementary School v Murrietě, kde byla součástí mimoškolního divadelního kroužku. Když bylo Rodrigové pět let, její rodiče ji zapsali na hodiny zpěvu k Jennifer Dustmanové. Dustmanová ji přihlásila do několik pěveckých soutěží. Na popud Dustmanové zaplatili rodiče lekce herectví Rodrigové. S výukou hry na klavír začala Rodrigová ve svých 9 letech. Ke skládání hudby se dostala, když poslouchala country hudbu od Taylor Swift. Rodrigová uměla hrát na kytaru ve svých 12 letech. V květnu 2010 se Rodrigová objevila v reklamě prodejce oblečení, obchodu Old Navy.

## Kariéra

### Herecká kariéra
Rodrigová se poprvé objevila v reklamě Old Navy. Krátce poté v roce 2015 debutovala jako hlavní role ve filmu Grace Thomase An American Girl: Grace Stirs Up Success. Větší pozornosti se jí dostalo v roce 2016, kdy si zahrála jednu z hlavních rolí v Disney Channel seriálu Bizaardvark.
V únoru 2019 byla obsazena jako hlavní role Nini Salazar-Roberts v seriálu High School Musical: The Musical: The Series na Disney+, který měl premiéru v listopadu toho roku. Pro soundtrack seriálu napsala Rodrigová písničku „All I Want“ a společně s hercem Joshuou Bassettem písničku „Just for a Moment“. Za svoji roli sklidila chválu, Joel Keller z Decideru ji popsal jako „obzvláště magickou“.

### Hudební kariéra
Olivia Isabel Rodrigová podepsala smlouvu s Interscope a Geffen Records v roce 2020. V lednu 2021 vydala svůj debutový singl „drivers license“, který napsala společně se svým producentem Danem Nigrem. Po necelém týdnu od vydání byl singl uznávaný kritiky a dvakrát za sebou zlomil Spotify rekord pro nejvíce celosvětově přehrávanou písničku za den, která není vánoční: 11. ledna měl singl přes 15,7 milionů přehrání na Spotify, což překonal hned další den s přes 17 miliony přehrání. Singl debutoval jako #1 na Billboard Hot 100 a také obsadil první příčku v žebříčkách v Austrálii, Irsku, Novém Zélandu, Nizozemsku, Norsku a Velké Británii. Rodrigová v rozhovoru řekla: „Byl to absolutně nejšílenější týden v mém životě... Můj celý život se najednou změnil“. 1. dubna 2021 vydala následující singl „deja vu“. V den vydání singlu zároveň oznámila vydání debutového alba Sour, které vyšlo 21. května 2021.

#### Hudební styl a vzory
Rodrigová za své největší inspirace a idoly považuje Taylor Swift a Lorde. Sama sebe popsala jako „největší fanoušek Taylor Swift na světě“.

## Osobní život
Olivia je řečnicí a účastnicí diskuzí v Institutu Geeny Davisové o genderech v médiích.

## Diskografie
Studiová alba
- Sour (2021)
- Guts (2023)

## Filmografie
| Rok             | Název                                        | Role                 | Poznámky                                            |
| --------------- | -------------------------------------------- | -------------------- | --------------------------------------------------- |
| 2015            | An American Girl: Grace Stirs Up Success     | Grace Thomas         |                                                     |
| 2016–2019       | Bizaardvark                                  | Paige Olvera         | Hlavní role                                         |
| 2017            | New Girl                                     | Terrinea             | Epizoda Young Adult                                 |
| 2019–současnost | High School Musical: The Musical: The Series | Nini Salazar-Roberts | Hlavní role                                         |
| 2021            | Saturday Night Live                          | sama sebe            | hudební host; epizoda Keegan-Michael/Olivia Rodrigo |
| 2023            | Saturday Night Live                          | sama sebe            | hudební host; epizoda Adam Driver/Olivia Rodrigo    |

## Ceny a nominace
| Cena                               | Rok  | Nominace          | Kategorie                        | Výsledek  |
| ---------------------------------- | ---- | ----------------- | -------------------------------- | --------- |
| iHeartRadio Music Awards           | 2021 | Olivia Rodrigová  | Social Star Award                | vítězství |
| Time 100 Next                      | 2021 | Olivia Rodrigová  | Phenoms                          | vítězství |
| RTHK International Pop Poll Awards | 2021 | „drivers license“ | Top Ten International Gold Songs | vítězství |